# Recoropha eisenbergeri
Recoropha eisenbergeri är en fjärilsart som beskrevs av Charles Boursin. Recoropha eisenbergeri ingår i släktet Recoropha och familjen nattflyn. Inga underarter finns listade.